# Ari Wegner
Ari Wegner (Melbourne, 1984) es una directora de fotografía australiana. Fue nominada a un premio Óscar en la categoría de mejor fotografía por la película El poder del perro (2021), siendo la segunda mujer nominada a dicho galardón.

## Biografía
Wegner ha atribuido su interés por el cine al cortometraje Passionless Moments (1983) de Jane Campion, que vio mientras estaba en la escuela secundaria. Posteriormente estudió en la Victorian College of the Arts de la Universidad de Melbourne, licenciándose en cine y televisión en 2004. Sus primeros trabajos como directora de fotografía incluyeron comerciales, videos musicales, cortometrajes y programas de televisión. Uno de esos proyectos fue el cortometraje Night Shift de Zia Mandviwalla, que fue seleccionado para competir en el Festival de Cannes.
En 2016 trabajó en la serie de televisión australiana The Kettering Incident, por la cual fue nominada a un premio AACTA en la categoría de mejor fotografía de televisión, y participó en la película británica Lady Macbeth de William Oldroyd, con la que ganó el premio del Cine Independiente Británico a la mejor fotografía. Al año siguiente estuvo a cargo de la fotografía de las series Guerrilla y The Girlfriend Experience. Volvió a ser nominada a los premios del Cine Independiente Británico por la película In Fabric (2018) de Peter Strickland, y posteriormente recibió su primera nominación a los premios Independent Spirit por el largometraje Zola (2020) de Janicza Bravo.
Tras trabajar juntas en un comercial del banco ANZ, la cineasta Jane Campion contactó a Wegner para que sea la directora de fotografía de su película El poder del perro (2021), una adaptación de la novela homónima de Thomas Savage. El wéstern, ambientado en Montana y rodado en Nueva Zelanda, estuvo protagonizado por Benedict Cumberbatch, Kirsten Dunst, Jesse Plemons y Kodi Smit-McPhee. La cinta obtuvo doce nominaciones en la 94.ª edición de los Premios Óscar, el mayor número en aquel año, entre ellas la categoría de mejor fotografía, donde Wegner se convirtió en la segunda mujer en la historia en ser nominada, después de Rachel Morrison por Mudbound (2017).
En 2023 fue invitada a integrar la American Society of Cinematographers (ASC).

## Filmografía

### Cine
| Año  | Título                                  | Director                          | Notas                               |
| ---- | --------------------------------------- | --------------------------------- | ----------------------------------- |
| 2007 | The Tragedy of Hamlet Prince of Denmark | Oscar Redding                     |                                     |
| 2011 | Grey Matter                             | Kivu Ruhorahoza                   |                                     |
| 2012 | Shihad: Beautiful Machine               | Sam Peacocke                      | Con Simon Baumfield                 |
| 2013 | Ruin                                    | Michael Cody Amiel Courtin-Wilson |                                     |
| 2013 | Gardening with Soul                     | Jess Feast                        | Con Gareth Moon y Hamish Waterhouse |
| 2016 | Lady Macbeth                            | William Oldroyd                   |                                     |
| 2018 | Stray                                   | Dustin Feneley                    |                                     |
| 2018 | In Fabric                               | Peter Strickland                  |                                     |
| 2019 | True History of the Kelly Gang          | Justin Kurzel                     |                                     |
| 2020 | Zola                                    | Janicza Bravo                     |                                     |
| 2021 | El poder del perro                      | Jane Campion                      |                                     |
| 2022 | El prodigio                             | Sebastián Lelio                   |                                     |
| 2023 | Eileen                                  | William Oldroyd                   |                                     |
| 2024 | Drive-Away Dolls                        | Ethan Coen                        |                                     |
| 2025 | Honey Don't!                            | Ethan Coen                        |                                     |

### Televisión
| Año  | Título                    | Director                   | Notas       |
| ---- | ------------------------- | -------------------------- | ----------- |
| 2016 | The Kettering Incident    | Rowan Woods Tony Krawitz   | Miniserie   |
| 2017 | Guerrilla                 | John Ridley                | "Episode 6" |
| 2017 | The Girlfriend Experience | Amy Seimetz Lodge Kerrigan | 9 episodios |